# 雷布拉鄉
47°19′N 24°30′E / 47.317°N 24.500°E
雷布拉鄉（羅馬尼亞語：Comuna Rebra, Bistrița-Năsăud），是羅馬尼亞的鄉份，位於該國西北部，由比斯特里察-訥瑟烏德縣負責管轄，面積46平方公里，海拔高度382米，2007年人口3,067，人口密度每平方公里67人。